# 坂田道男
坂田 道男（さかた みちお、1887年（明治20年）5月18日 - 1973年（昭和48年）1月4日）は、日本の政治家（元衆議院議員）、教育者で八代市長、名誉市民。長男は防衛庁長官、衆議院議長を務めた坂田道太。

## 略歴
熊本県八代郡植柳村（現在の八代市）に生まれる。父は明治新田製造の功労者たる坂田貞である。 八代中学校（現・熊本県立八代中学校・高等学校）時代から秀才の誉れが高かった。1905年（明治38年）9月、第五高等学校第一部独法科に入学する。 1908年（明治41年）7月、同科を卒業し、ただちに東京帝国大学法科大学独逸法科に入学する。 1912年（明治45年）7月、同大学を卒業する。 1913年（大正2年）9月、第五高等学校教授（法制経済・独逸語担当）に任ぜられる。 1920年（大正9年）9月、経済学研究のためドイツ・イギリス・アメリカへ1年半の私費留学に出発する。 1923年（大正12年）3月、五高教授を退職する。以後、政界で活躍し、ことに郷里八代の発展に尽くした。植柳村議、熊本県議などを経て、1937年（昭和12年）から熊本県選出の政友会代議士を1期務めた。1940年（昭和15年）、初代八代市長に就任し、1946年（昭和21年）まで務めた。 戦後、公職追放となり、追放解除後の1955年（昭和30年）から再び八代市長を2期務めた。
このほか植柳漁業組合長、八代郡水産会評議員、同農会長、同実業団体連合会長、九州木材防腐(株)社長を務めた。

## エピソード
- 旧制第五高等学校時代の教え子に、後の総理大臣池田勇人、佐藤栄作がおり、彼らの成績表を所持していた。

## 著作
- 「わが道わが家」エッセ-編集刊行会 / 鹿島研究所出版会、1968年